# Citizens’ Coalition for Economic Justice
Die Citizens’ Coalition for Economic Justice (CCEJ) ist eine 1989 gegründete, südkoreanische Bürgerbewegung. Diese Bewegung arbeitet für wirtschaftliche Gerechtigkeit, Schutz der Umwelt, für die Wiedervereinigung Koreas und für demokratische und soziale Entwicklung. Obwohl die Bewegung keine zwei Jahrzehnte existiert, hat sie 35000 Mitglieder und 35 Zweige.
Dadurch, dass die CCEJ den Bürgern eine Stimme gegeben hat, konnten Verbesserung in der Bildung erreicht werden. Politische Alternativen wurden entwickelt und man machte sich stark für rechtlichen Reformen. Die CCEJ organisiert viele öffentliche Diskussionen und informiert die Presse über die Anliegen der Bürger. Das Ziel der wirtschaftlichen Gerechtigkeit wurde auf die ganze Welt ausgeweitet.
2003 erhielt die CCEJ den Right Livelihood Award für ihren Einsatz zur Schaffung eines auf sozialer Gerechtigkeit basierenden Reformprogramms.